# اسد قشلاقی ۱
اسد قشلاقی ۱، روستایی در دهستان اصلاندوز غربی بخش مرکزی شهرستان اصلاندوز در استان اردبیل ایران است.

## جمعیت
بر پایه سرشماری عمومی نفوس و مسکن در سال ۱۳۹۵، جمعیت این روستا برابر با ۲۵۵ نفر (۷۴ خانوار) بوده‌است.